# Willow Bunch (circonscription saskatchewanaise)
Pour les articles homonymes, voir Willow Bunch.
Circonscription électorale provinciale du Canada
Willow Bunch est une ancienne circonscription électorale provinciale de la Saskatchewan au Canada. Elle est représentée à l'Assemblée législative de la Saskatchewan de 1912 à 1938.
Une circonscription fédérale nommée Willow Bunch a existé de 1924 à 1935.

## Géographie
La circonscription était centrée autour de la ville de Willow Bunch et la municipalité rurale de Willow Bunch No 42 (en). Son territoire est désormais représenté par la circonscription de Wood River.

## Liste des députés
| Parlement                                                            | Années       | Député                  | Député                 | Parti        |
| Willow Bunch                                                         | Willow Bunch | Willow Bunch            | Willow Bunch           | Willow Bunch |
| -------------------------------------------------------------------- | ------------ | ----------------------- | ---------------------- | ------------ |
| 3e                                                                   | 1912–1917    |                         | William W. Davidson    | Conservateur |
| 4e                                                                   | 1917–1921    |                         | Abel James Hindle (en) | Libéral      |
| 5e                                                                   | 1921–1925    |                         | Abel James Hindle (en) | Libéral      |
| 6e                                                                   | 1925-1926    |                         | Abel James Hindle (en) | Libéral      |
| 6e                                                                   | 1925-1929    | James Albert Cross (en) |                        | Libéral      |
| 7e                                                                   | 1929–1934    | Charles William Johnson |                        | Libéral      |
| 8e                                                                   | 1934–1938    | Charles William Johnson |                        | Libéral      |
| Circonscription fusionnée à Notukeu pour former Notukeu-Willow Bunch |              |                         |                        |              |